# Sour Lake (Teksas)
Sour Lake je grad u američkoj saveznoj državi Teksas. Prema popisu stanovništva iz 2010. u njemu je živjelo 1.813 stanovnika.